# Tusha
Tuxá (Tusá, Tuchá, Tushá) je pleme, jezik i neklasificirana samostalna jezična porodica američkih Indijanaca, nastanjenih u istočno-brazilskim državama Bahia, na rezervatu  AI Ibotirama (450; 1989), AI Nova Rodelas, na rijeci río São Francisco (450 tuxá,  1989.), AI Riacho do Bento (90 obitelji 1991) i Pernambuco, na rezervatu AI Tuxá del Inajá.
Članovi porodice su Tuxá i Rodelas. 

## Vanjske poveznice
- Tuxá  Arhivirana inačica izvorne stranice od 9. veljače 2012. (Wayback Machine)